# Vostok (azienda)

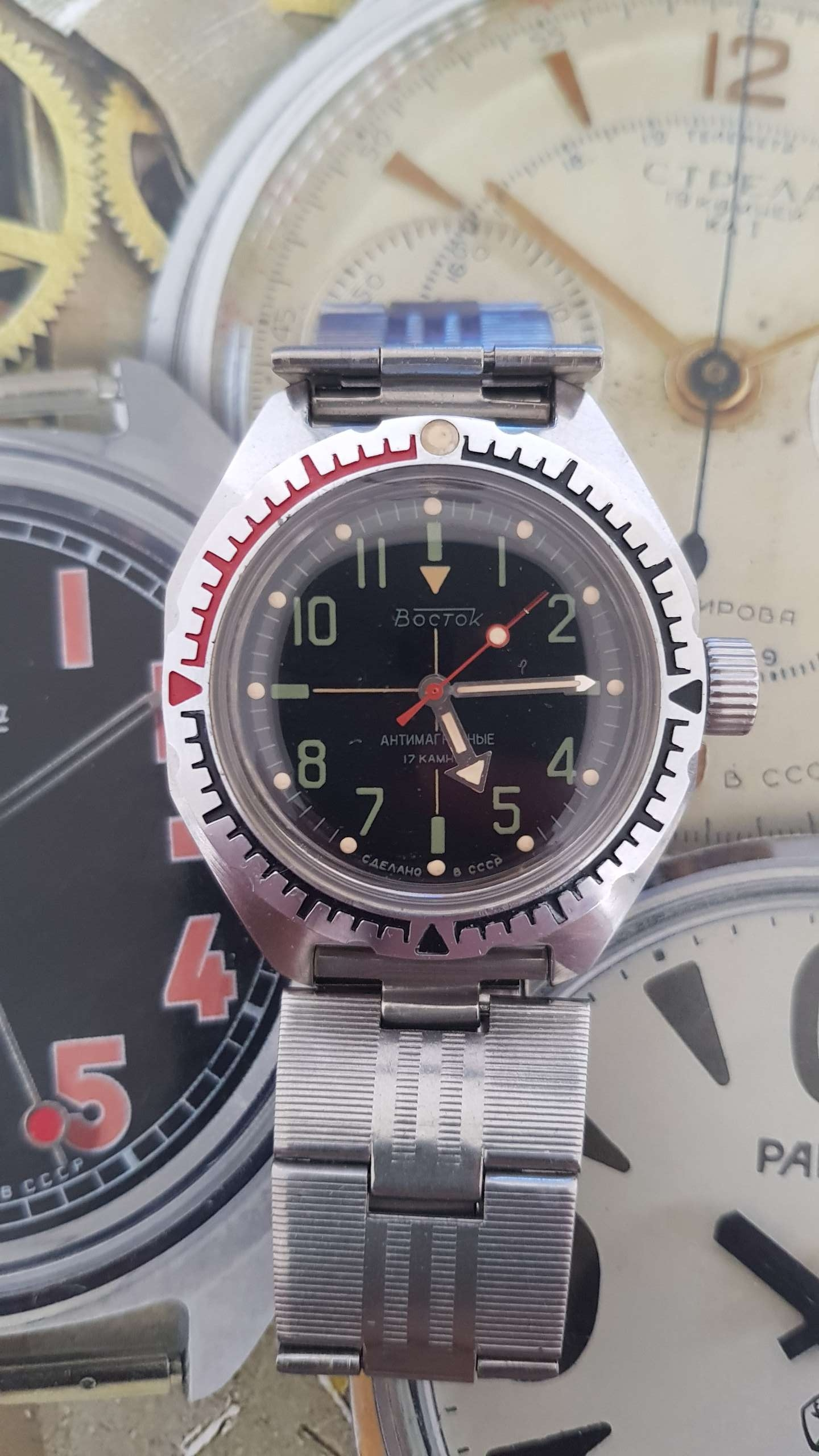
Un Vostok Amphibian di era Sovietica

La Vostok Watch Makers Inc. è una fabbrica di orologi russa, con sede a Čistopol', nella Repubblica Autonoma del Tatarstan, in Russia. La sua produzione è incentrata principalmente su orologi meccanici a basso costo, di tipo militare o subacqueo. Realizza anche movimenti per altri produttori.
Il nome Vostok (russo: Восток) significa est.

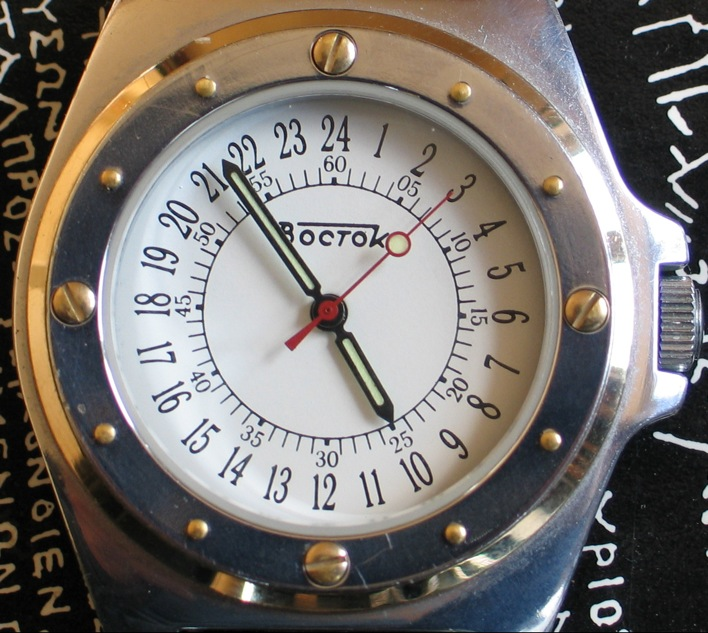
Orologio Vostok 24 ore

## Storia
La fabbrica nacque nel 1942, quando gli impianti della Seconda fabbrica moscovita di orologi furono trasferiti a Čistopol', una cittadina del Tatarstan sulle rive del Kama. Durante gli anni della guerra la fabbrica produsse solo attrezzature belliche, ma appena la guerra terminò riprese la produzione di orologi da polso meccanici. Sono di questi anni i modelli Pobeda (1949) e Kama (1952). Contemporaneamente, la fabbrica produceva orologi da muro e meccanismi per altre fabbriche. Nel 1957 cominciò la produzione di orologi di precisione, con i modelli K-28 "Est", "Mir", "Volna", "Saturn", "Cosmos".
Nel 1965 la ditta ricevette l'incarico di fornitore ufficiale di orologi per il Dipartimento della Difesa dell'Unione Sovietica. Nello stesso anno iniziò la produzione del modello Komandirskie, ancora prodotto al giorno d'oggi.
L'esperienza accumulata grazie allo sviluppo di orologi militari portò, nel 1968, al modello Amphibia, un orologio subacqueo con la cassa in acciaio inossidabile, dichiarato per una profondità di 200 m.
A partire dal 1969 la fabbrica cominciò a utilizzare il marchio Vostok per tutti i suoi modelli.
Nel 1972 iniziò la produzione di un nuovo movimento automatico calibro 24; in quest'anno la produzione Vostok veniva esportata in 54 paesi esteri.
Nel 1980 la Vostok produceva 4,5 milioni di orologi all'anno.

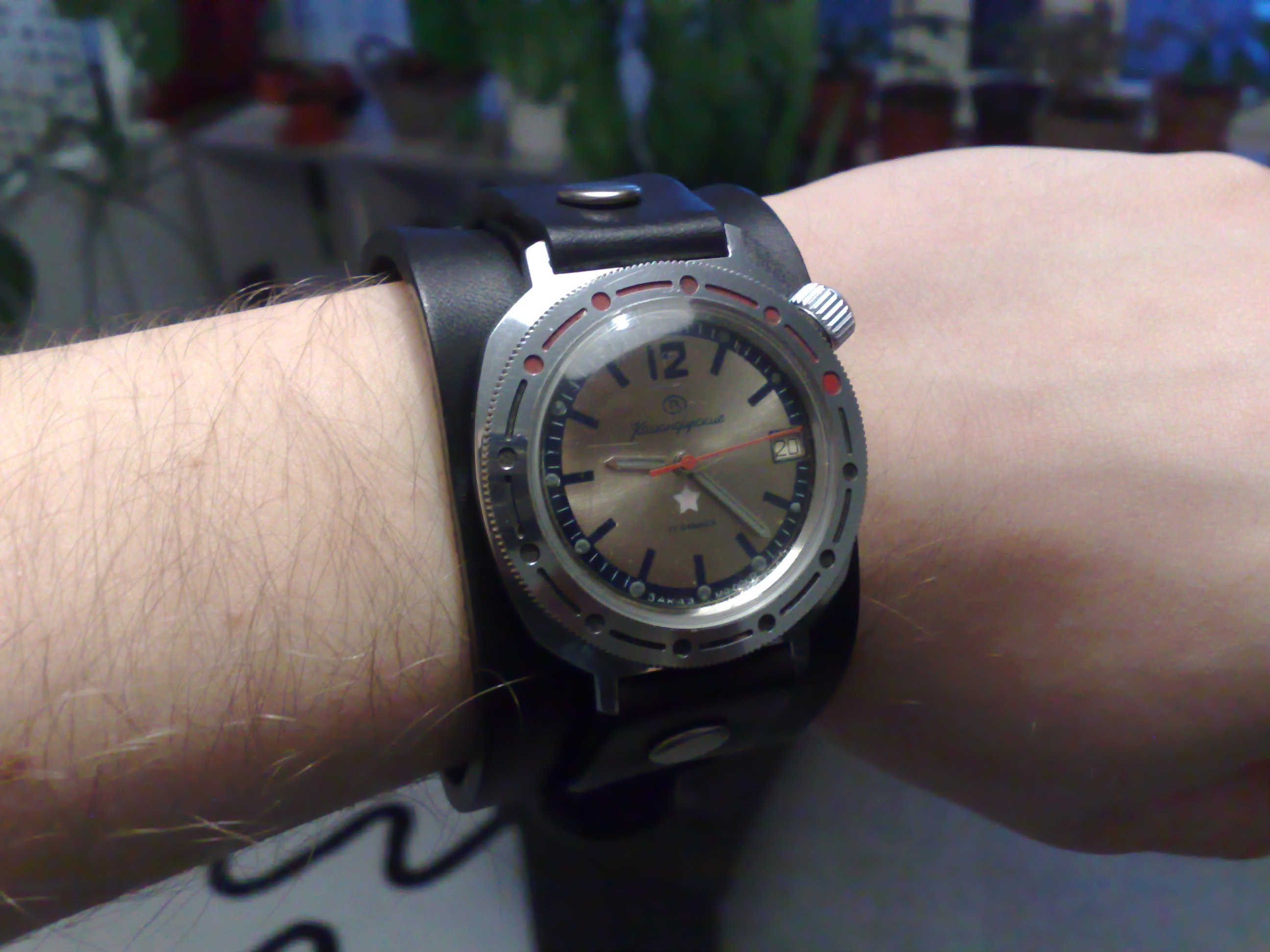
Un Vostok Komandirskie di epoca sovietica.

Gli orologi forniti all'esercito portavano il marchio "ЗАКАЗ МО СССР", ovvero "per ordine del Ministero della Difesa dell'URSS". Questi modelli erano sottoposti a rigorosi controlli di qualità, ed erano venduti solo attraverso i negozi Voentorg che vendevano solo a militari con documenti di identificazione. Questi modelli sono molto ricercati dai collezionisti.
Nel 1989 la fabbrica uscì dal controllo statale e iniziò ad autofinanziarsi. Nel 1992, dopo la fine dell'Unione Sovietica, la fabbrica passa sotto la giurisdizione della Repubblica Autonoma del Tatarstan, diventando società per azioni.
All'inizio del XXI secolo Vostok ha lanciato una linea di modelli replica in stile anni quaranta, chiamata Kirovskie K-43. La ditta ha anche iniziato la produzione di una linea "di lusso" chiamata Kremlevskie. Gli orologi di entrambe le linee sono in acciaio inox, sono prodotti in quantità limitate, e sono destinati a una clientela più benestante.
A partire dal 2004 Vostok Watch Makers ha stretto un accordo per la fornitura di movimenti alla ditta lituana Koliz Company. Gli orologi prodotti da questa ditta sono venduti con il marchio Vostok Europe.
Nel 2006 è iniziata la commercializzazione di una nuova linea, denominata "Amphibia". Questi orologi, come molti altri prodotti Vostok, hanno il movimento automatico a 31 rubini (movimento 2416). La linea presenta orologi di tipo "subacqueo" con cinturino in poliuretano o bracciale in acciaio inox.
Nell'estate del 2007 è stata presentata una versione aggiornata del Komandirskie. A inizio 2008 è stata commercializzata un'edizione speciale commemorativa del modello Amphibian, denominata Amphibia 1967.
I modelli "classici" Komandirskie e Amphibian risultano, all'estate 2019, ancora in produzione.
La fabbrica produce inoltre componenti di precisione per altre imprese collegate.

## Tecnologia
Vostok produce solo movimenti meccanici, ad azionamento manuale oppure automatico. Parte della produzione è utilizzata direttamente per i suoi prodotti, mentre un'altra parte è destinata anche alla fornitura per Vostok Europe. Tutti i movimenti in produzione sono di tipo non cronografico, hanno un diametro di 24 mm, sono dotati di sistema antiurto e hanno una frequenza di 19.800 alternanze/ora. Di seguito le caratteristiche dei principali movimenti non cronografici.
| Sigla | Spessore, mm | Azionamento              | Rubini | Funzioni                                                                  | Destinazione                                                                                              |
| ----- | ------------ | ------------------------ | ------ | ------------------------------------------------------------------------- | --- |
| 2403  | 3,7          | Manuale                  | 17     | Ore e minuti; sfera secondi a ore 9                                       | Vostok VOT                                                                                                |
| 2409  | 3,7          | Manuale                  | 17     | Ore e minuti; sfera secondi centrale                                      | Vostok Amfibia lady first, Junior 2409A                                                                   |
| 2414A | 4,14         | Manuale                  | 17     | Ore e minuti; secondi centrali; datario                                   | Vostok Komandirskie manuali                                                                               |
| 2415  | -            | Automatico               | 31     | Ore e minuti; sfera secondi centrale                                      | Vostok Amfibia 1967, Vostok Amphibian 090                                                                 |
| 2415B | -            | Automatico               | 31     | Ore e minuti; sfera secondi a ore 9                                       | Vostok K-43                                                                                               |
| 2416B | 6,3          | Automatico               | 31     | Ore e minuti; secondi centrali; datario                                   | Vostok Komandirskie, Amphibian, Kremlyovskie, Prestige, Breeze, Titanium, 2416B, VIP Vostok-Europe Pobeda |
| 2423  | 3,7          | Manuale                  | 17     | Ore e minuti con quadrante 24 ore; secondi centrali                       | - |
| 2424  | 3,7          | Manuale                  | 17     | Ore e minuti con quadrante 24 ore; secondi centrali; datario              | - |
| 2426  | 6,3          | Automatico di precisione | 32     | Ore e minuti; secondi centrali; sfera 24 ore aggiuntiva centrale; datario | Vostok Komandirskie K-34 Vostok Europe Rocket N1 e Expedition 2006 Vostok amphibian GMT (dopo il 2010)    |
| 2431B | 6,3          | Automatico               | 31     | Ore e minuti con quadrante 24 ore; secondi centrali; datario              | Vostok automatici 24 ore                                                                                  |
| 2432  | 6,3          | Automatico di precisione | 32     | Ore e minuti; secondi centrali; datario; sfera giorno/notte centrale      | Vostok New commander Vostok-Europe Mryia, Arktika, K3, Lunokhod, Red Square                               |
| 2234  | 4,14         | Manuale                  | 17     | Ore e minuti; secondi centrali; fermomacchina sui secondi                 | Vostok militari manuali con fermomacchina                                                                 |
| 2435  | 6,3          | Automatico di precisione | 31     | Ore e minuti; secondi centrali; datario; sfera giorno/notte a ore 3       | Vostok-Europe Metro                                                                                       |
| 2441  | 6,5          | Automatico               | 32     | Ore e minuti; sfera secondi a ore 10; datario                             | Vostok-Europe Energia                                                                                     |

Vengono prodotti anche orologi da polso e sveglie con movimento al quarzo, fornito da Miyota e Epson.
Il movimento 2809, prodotto in passato, rispondeva alle specifiche per la qualifica di cronometro. Si trattava di un movimento manuale, di 28 mm di diametro e 6,3 di spessore, a 22 rubini, solo segnatempo, con protezione antishock e 18.000 alternanze/ora.
All'inizio degli anni 2000 la Vostok ha anche acquisito dalla Poljot i macchinari per la fabbricazione dei movimenti serie 26.